# 鸡脚参属
鸡脚参属（学名：Orthosiphon）是唇形科下的一个属，为多年生草本或亚灌木植物。该属共有约45种，其中30种产自热带非洲，15种产自东南亚至澳大利亚。俗称猫须草。